# Station Obory Wąskotorowe
Station Obory Wąskotorowe is een spoorwegstation in de Poolse plaats Obory.